# Bruce Ames
Bruce Nathan Ames (Nueva York, 16 de diciembre de 1928-Berkeley, California, 5 de octubre de 2024) fue un bioquímico estadounidense. Fue profesor en la Universidad de California, Berkeley, y un científico Senior en el Instituto de investigación del hospital de los niños en Oakland (CHORI). Es el inventor de la Prueba Ames, un sistema de bajo costo para probar la mutagenicidad de los compuestos.

## Biografía
Ames, criado en la Ciudad de Nueva York. Se graduó del Bronx High School of Science. Realizó sus estudios de pregrado en la Universidad de Cornell en Ithaca, Nueva York, y sus estudios de postgrado fueron completados en el Instituto de Tecnología de California .
Ames fue elegido Socio de la Academia americana de Artes y Ciencias en 1970.
Recibió la medalla Bolton S. Corson en 1980, el premio Tyler, el premio por Consecución Medioambiental en 1985, el premio de Japón en 1997, la medalla nacional de ciencia en 1998 y la medalla Thomas Caza Morgan en 2004, entre muchos otros.
Su investigación se enfoca principalmente en el cáncer y el envejecimiento, es autor de más de 550 publicaciones científicas.El junto con algunos cientos más pertenece al grupo de científicos más citados en todos los campos.
La Investigación actual de Ames incluye la identificación de agentes que retrasen el deterioro mitocondrial por envejecimiento, el entendimiento del rol del deterioro mitocondrial en el envejecimiento, particularmente en el cerebro y la optimización de la ingesta de micronutrientes en la población para prevenir las enfermedades, la desnutrición y la obesidad. Esta también interesado en mutagenos en lo que se refiere a prevención de cáncer y envejecimiento.
El Dr. Ames recibió más de $650,000 USD en apoyo por parte de la Fundación nacional para la investigación del cáncer entre 1998 y 2007.
El 5 de octubre de 2024, Ames murió rodeado de familiares y amigos cercanos en el Centro Médico Alta Bates Summit, a la edad de 95 años.

## Ames y carcinógenos sintéticos
En los 1970s, Bruce Ames desarrolló la Prueba Ames la cual es un ensayo, barato y conveniente, para mutagenos y por tanto potenciales carcinogenos. Las pruebas carcinogenas anteriores utilizaban animales vivos, eran costosas y tomaban mucho tiempo. Esto las hizo poco prácticas para el uso en exploración a escala amplia, y redujo el número de compuestos que podían ser probados. La prueba Ames por otro lado utiliza la bacteria Salmonella Typhimurium para la prueba de mutagenos, y es considerablemente más barata y más rápida. La prueba Ames se convirtió en una prueba ampliamente utilizada como una pantalla inicial para posibles carcinogenos y se ha utilizado para identificar carcinógenos potenciales usados previamente en productos comerciales. La facilidad con qué la prueba Ames permite identificar químicos ampliamente utilizados como posibles carcinogenos le convierte un héroe temprano de ecologismo.
Trabajo posterior en el laboratorio de Ames implicó la observación de una visión general de qué era mutagenico o carcinogeno, y en qué grado. Anteriormente, los científicos tendieron a sólo buscar resultados positivos o negativos sin considerar la magnitud del efecto, el cual significó que a pesar de mostrar que más y más elementos eran potencialmente mutagenicos, no existía ningún sistema para evaluar los peligros relativos. También continuó probando diversos compuestos naturales y artificiales, y descubrió que, a pesar de lo que él y otros habían asumido, compuestos de origen natural no estaban resultando ser benignos en comparación con las hechas por el hombre. Su trabajo continuo finalmente lo condujo a su caída en desgracia con muchos ambientalistas. A medida que los productos químicos naturales con frecuencia resultaron ser mutagenicos, Ames argumentó que la exposición ambiental a las sustancias químicas fabricadas puede ser de importancia limitada en el cáncer humano, aun cuando esos productos químicos son mutagénicos en una prueba de Ames y cancerígeno en ensayos de roedores. Él afirmó que el mayor daño genético humano surge de micronutrientes esenciales que faltan en las dietas pobres y la oxidación del ADN durante el metabolismo normal, y que los carcinógenos medioambientales más importantes puede incluir algunos cuyo efecto principal es causar la división crónica de las células madre lo cual ocasiona que los mecanismos normales de protección de una célula se vuelven menos eficaces.
Argumentó en contra de la prohibición de plaguicidas sintéticos y otras sustancias químicas tales como "Alar" que se ha demostrado que son cancerígenos. Le preocupa que la atención exagerada a los efectos en la salud relativamente menores de trazas de sustancias cancerígenas puede desviar los escasos recursos financieros de los principales riesgos para la salud, y causar confusión pública acerca de la importancia relativa de los diferentes riesgos. Ames se consideraba un líder "contrario en la histeria por pequeñas trazas de productos químicos que pueden o no pueden causar cáncer", y dijo que "si se tienen miles de riesgos hipotéticos a los cuales se supone se debe prestar atención, se desvía por completo la atención de los mayores riesgos que se deberían tomar en cuenta".